# Коловрат-Червинский, Лев Станиславович
Лев Станиславович Коловрат-Червинский (фр. Léon Kolowrat; 4 (16) декабря 1884 — 24 января 1921) — российский физик, один из первых российских исследователей радиоактивности.

## Биография
Происходил из дворянского рода Витебской губернии, внук первого председателя Таврического окружного суда Евстафия Коловрат-Червинского. Родился 4 (16) декабря 1884 года. Его отец, Станислав Евстафиевич Коловрат-Червинский, будучи студентом Технологического института подвергался арестам за распространение нелегальной печатной продукции.
В 1904 году окончил физико-математический факультет Санкт-Петербургского университета. В 1906—1911 гг. — сотрудник лаборатории Марии Склодовской-Кюри в Париже: составил под её руководством сводную «Таблицу констант радиоактивных веществ», включавшую все известные радиоактивные элементы, показал (1910), что чистый радий наряду с α-излучением имеет также более слабое β-излучение. Занимался исследованием эманирования — выделения радона радийсодержащими твёрдыми веществами. Выполненные во Франции работы легли в основу магистерской диссертации Коловрат-Червинского «О выделении эманации у твердых и расплавленных солей, содержащих радий» (1918).
В 1915—1916 годах находился в должности физика при Минералогической лаборатории Академии наук, был привлечён к работе экспедиции на Туя-Муюнское месторождение в Ферганской долине, которая проходила под руководством академика В. И. Вернадского. Основную группу экспедиции составляли адъюнкт-геолог Геологического Комитета Д. И. Мушкетов и студенты Д. В. Наливкин, И. М. Москвин и Е. В. Иванов. Л. С. Коловрат-Червинский проводил поиски признаков радиоактивности в воздухе пещер и близлежащих водных источниках. С экспедицией близко взаимодействовали геологи В. И. Лучицкий и Б. А. Линденер. В результате экспедиции были составлены геологическая и петрографическая карта района, но другие месторождения урановой руды обнаружены не были.
В 1918 году возглавил радиевое отделение Государственного радиологического института в Петрограде и вошёл в состав специализировавшегося на редких и радиоактивных материалах Первого отдела Комиссии Академии наук по изучению естественных и производительных сил России (КЕПС), работавшего под руководством В. И. Вернадского.
Умер 24 января 1921 года.
В честь Коловрат-Червинского назван минерал коловратит.
Брат — Юрий Станиславович Коловрат-Червинский (Georges De Kolovrat, ?—1943), лингвист, полиглот и переводчик.